# Tamsalu (Kaarma)
Tamsalu was een plaats in de Estlandse gemeente Kaarma, provincie Saaremaa. De plaats telde 24 inwoners (2011). In december 2014 ging de gemeente Kaarma op in de gemeente Lääne-Saare. Bij de gemeentelijke herindeling van oktober 2017 werd de plaats bij het dorp Suur-Randvere gevoegd, in de fusiegemeente Saaremaa.

## Geschiedenis
Tamsalu ontstond in de vroege jaren twintig van de 20e eeuw als nederzetting op het voormalige landgoed Randvere (nu Suur-Randvere). In 1938 werd Tamsalu genoemd als dorp. In 1977 werd het dorp bij Randvere gevoegd, in 1997 werd het weer zelfstandig om in 2017 opnieuw bij Randvere gevoegd te worden, dat nu de naam Suur-Randvere kreeg.